# Stroh

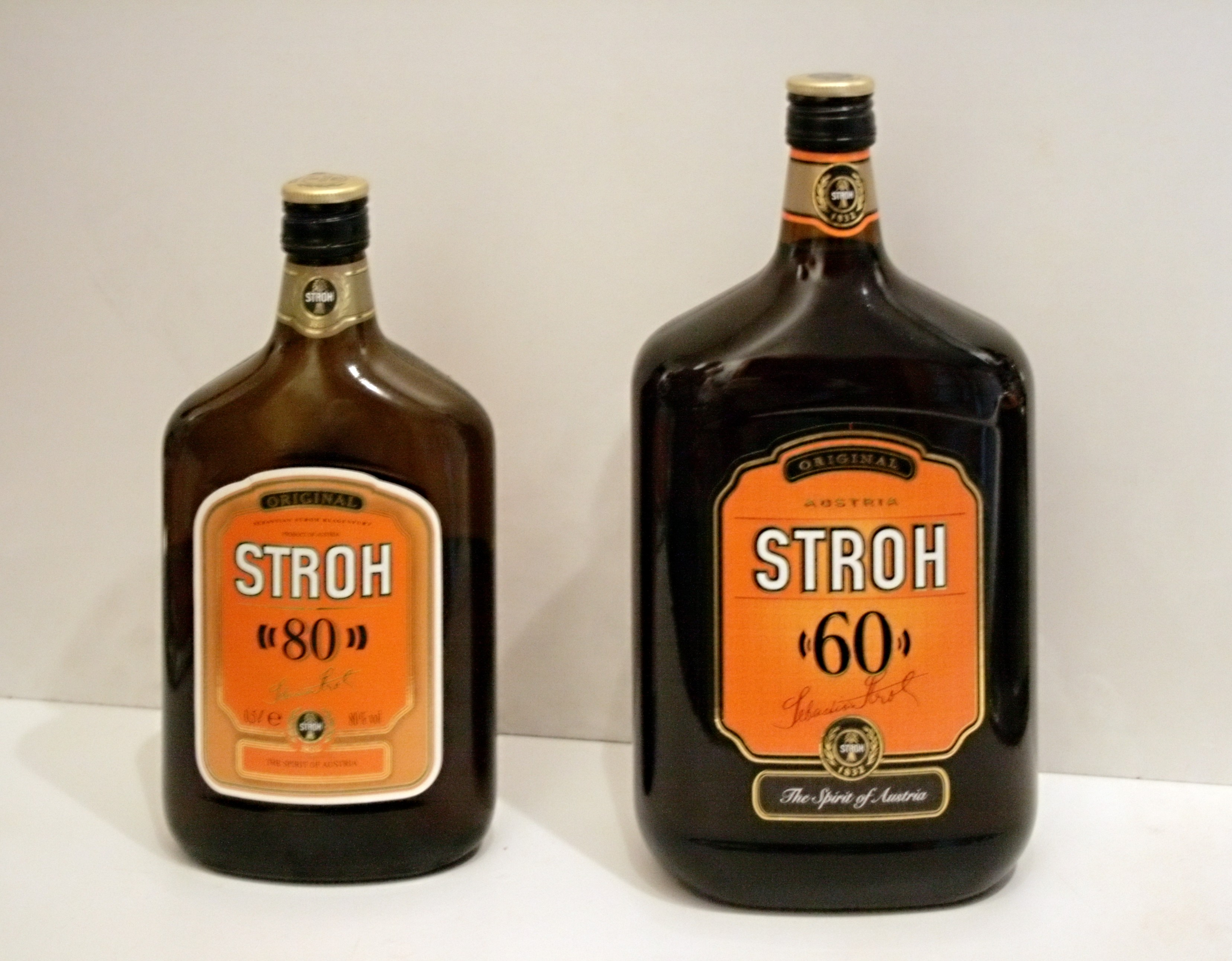
Botellas de dos graduaciones: 80% y 60%.

Stroh es un ron especiado elaborado en Austria de muy alta graduación alcohólica. Se vende bajo tres marcas diferentes: Stroh 40, Stroh 60 y Stroh 80. El número representa la graduación alcohólica en volumen de cada una de ellas. El Stroh está disponible en 30 países y la marca nació en el año 1832. El nombre proviene de su fundador, el empresario Sebastian Stroh, que creó la empresa en Klagenfurt bajo el nombre de"Stroh Rum". En la actualidad pertenece a la empresa "Stock Austria", con sede en Viena, que a su vez pertenece en su totalidad a la empresa alemana Eckes AG.

## Características
El producto es muy conocido en Austria y en las tiendas duty-free de algunos aeropuertos europeos. Hacia el año 1832 se empezó a comercializar como "Stroh Inländer-Rum" (que posteriormente sería el "Stroh Original 80"), elaborado con melaza de caña de azúcar y con un contenido alcohólico de un 80%. Posteriormente se lanzarían las variantes con menor volumen etílico (40 y 60%). El ron tiene añadido un conjunto de especias y aromas ("bonificateurs") cuya receta inventó Sebastian Stroh. La empresa distribuidora sacó al mercado nuevos productos similares como el "Stroh Jagertee" con 40 % o 60 %, así como el "Stroh Punsch" (ponche), que se vendía como bebida para tomar caliente.

## Usos

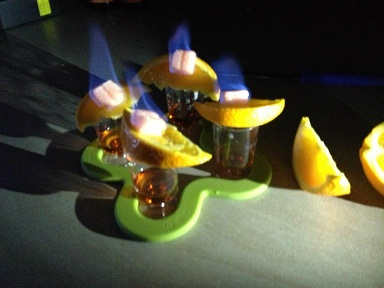
Helmut ,trago stroh mezclado con lima

El "Stroh Original 80" puede tomarse solo, aunque la mayoría de las veces puede ser tomado con zumos o refrescos. Por ejemplo, es un ingrediente en algunos cócteles como el "B52". Debido a su contenido alcohólico se emplea en el encendido de algunos vinos calientes como el Feuerzangenbowle (una especie de queimada).
Debido a su intenso aroma a ron se emplea en la elaboración de pasteles o postres, actuando como reforzante de algunos sabores dulces.